# روبرت بروكس (سياسي)
روبرت بروكس (بالإنجليزية: Robert Brooks)‏ هو شخصية أعمال وسياسي أمريكي، ولد في 13 يوليو 1965. حزبياً، نشط في الحزب الجمهوري. وقد انتخب عضو جمعية ولاية ويسكونسن.

## وصلات خارجية
- الموقع الرسمي